# یاندیان، هوبئی
یاندیان، هوبئی (به لاتین: Yandian) یک شهرک در جمهوری خلق چین است که در آنلو واقع شده‌است. یاندیان ۸۲ متر بالاتر از سطح دریا واقع شده‌است.